# Uomini che odiano le donne
Uomini che odiano le donne (Män som hatar kvinnor) è un romanzo poliziesco dello scrittore e giornalista svedese Stieg Larsson. Il romanzo è il primo della serie Millennium, di cui è autore dei primi tre romanzi, tutti pubblicati postumi dopo la sua prematura scomparsa. I capitoli successivi sono stati realizzati dallo scrittore e giornalista svedese David Lagercrantz.

## Trama
Svezia, 2003. Mikael Blomkvist, un giornalista economico di discreto successo, è condannato per diffamazione dal miliardario Hans Wennerström. Ormai caduto in disgrazia, si autolicenzia dalla sua rivista Millennium, ed accetta di occuparsi in maniera esclusiva di un cold case: la sparizione di Harriet Vanger, nipote e pupilla dell'industriale Henrik Vanger, scomparsa nel nulla nel 1966. Mikael si trasferisce sull'isola dove risiede la famiglia Vanger, ad Hedestad (Gävleborg), e qui conosce i familiari di Harriet ancora in vita: il fratello Martin, attuale amministratore delle aziende Vanger, la madre Isabella, lo zio Harald e la cugina Anita, da sempre residente a Londra. Henrik continua a ricevere periodicamente lo stesso dono che la ragazza gli porgeva da viva e sospetta che sia stata assassinata e poi occultata da un parente molto vicino a loro.
A sua insaputa, Mikael è stato oggetto di un'accurata indagine sul suo passato e sulle sue capacità economiche, ordinata da Henrik; l'indagine è stata svolta da Lisbeth Salander, una hacker eccellente ma dal carattere tormentato, insofferente e  asociale. La ragazza è sottoposta a tutela, ed il suo tutore è l'avvocato Nils Bjurman, che si rivela un vero e proprio sadico e sfrutta la sua posizione per estorcere favori sessuali alla ragazza, arrivando addirittura a violentarla. Lisbeth finge di subire passivamente lo stupro filmandolo con una telecamera nascosta, ricatta Bjurman e lo marchia come "stupratore" con un tatuaggio.
Il padre di Harriet Vanger, Gottfried, morì accidentalmente nel 1965, e la madre Isabella si rivelò una donna fragile; Henrik intervenne e le revocò la patria potestà, crescendo Harriet e Martin  come figli suoi. Contro ogni pronostico, Mikael trova nuovo materiale probatorio: una foto che mostra Harriet spaventata da un uomo; uno strano elenco di nomi di donne abbinati a cifre, inizialmente ritenuti numeri telefonici, vengono interpretati da Mikael, su illuminante suggerimento di sua figlia Pernilla, come versetti del Levitico riguardo punizioni per donne peccatrici, e Mikael collega uno di essi ad un brutale femminicidio avvenuto ad Hedestad nel 1949. Ritenendo d'essere sulle tracce d'un serial killer, Mikael chiede di avvalersi di un ricercatore e gli viene consigliata proprio Salander: apprende così dell'indagine illegale di Vanger e, sbalordito dalla sua competenza, decide di assumerla come collaboratrice.
La famiglia Vanger osteggia apertamente Mikael, ma i capifamiglia Henrik e Martin gli garantiscono libertà nelle ricerche,  durante le quali Mikael viene continuamente minacciato: trova un gatto mutilato di fronte casa sua e scampa a un assassinio camuffato da incidente di caccia. Mikael e Lisbeth si conoscono meglio e intrecciano una relazione, ma Lisbeth mantiene emotivamente le distanze da lui. Indagando sull'elenco di nomi di donne, i due scoprono che corrispondono a nomi di vittime di femminicidi irrisolti avvenuti negli anni 60 in tutta la nazione, e Lisbeth comprende che nella famiglia Vanger si nasconde il serial killer responsabile: fu probabilmente Gottfried (padre di Harriet e Martin), unico Vanger presente in tutti i luoghi nei momenti dei delitti tranne uno, di una donna uccisa qualche anno dopo la sua morte. Mikael, indagando sull'uomo nella foto con Harriet, intuisce che il fratello Martin mentì alla polizia nel 1966.
Mikael si reca a casa dell'industriale per affrontarlo ma viene incatenato per un'intera notte nel suo garage, organizzato come una camera di tortura. Qui Martin, manifestando instabilità mentale, conferma i sospetti sul padre, un serial killer misogino e depravato, che lo violentò e lo fece assistere ai "suoi" omicidi — i delitti analizzati da Mikael e Lisbeth —, e di essere diventato serial killer a sua volta, ma nega con veemenza di aver ucciso Harriet (aggiungendo però di aver progettato il suo delitto proprio nel giorno della scomparsa, mancandola). Mikael viene salvato da Lisbeth e Martin muore in un incidente automobilistico fuggendo sull'E4. 
Sospettosi su Anita, Mikael e Lisbeth intercettano le telefonate della sua casa di Londra, scoprendo che Harriet è ancora viva e risiede in Australia.  Lì la raggiunge Mikael, cui la donna conferma le violenze sessuali del padre e l'amara verità sulla sua fuga: Gottfried non morì accidentalmente, ma fu ucciso da lei stessa all'apice di un tentativo di stupro. Dopo il delitto (archiviato come "morte accidentale"), la ragazza finì nel mirino del fratello, che la violentò a sua volta. Harriet si confidò con Anita e fuggì in Australia usando il suo passaporto, qui si sposò e divenne proprietaria di un'azienda addirittura più grande del gruppo Vanger. Harriet infine torna in Svezia e incontra un commosso Henrik. 
Grazie ad atti di pirateria informatica, Lisbeth offre a Mikael accesso remoto nel personal computer di Wennerström e il giornalista sfrutta i dati al suo interno per tornare all'attacco con un nuovo scoop-denuncia su Wennerström: il successo è grandissimo e Millennium diventa un best seller. Lisbeth sfrutta la confusione nelle aziende di Wennerström per rubare diversi miliardi di corone, nascondendoli in conti bancari in Svizzera e a Gibilterra. Nella scena finale Lisbeth si scopre innamorata di Mikael ma lo scopre innamorato della collega Erika Berger: delusa, lo rimuove completamente dalla sua vita.

## Edizioni
In lingua originale
- (SV) Män som hatar kvinnor, Stoccolma, Norstedts Förlag, 2005, ISBN 978-91-1-301408-1.

Traduzioni in italiano
- Uomini che odiano le donne, traduzione di Carmen Giorgetti Cima, Venezia, Marsilio, 2007, ISBN 88-317-9332-2.
- Uomini che odiano le donne, traduzione di Carmen Giorgetti Cima, Venezia, Marsilio, 2009, ISBN 978-88-317-9863-1.
- Uomini che odiano le donne, traduzione di Carmen Giorgetti Cima, Venezia, Marsilio, 2010, ISBN 978-88-317-0704-6.
- Uomini che odiano le donne, traduzione di Carmen Giorgetti Cima, Venezia, Marsilio, 2011, ISBN 978-88-317-1047-3.
- Uomini che odiano le donne, traduzione di Carmen Giorgetti Cima, Venezia, Marsilio, 2015, ISBN 978-88-317-2215-5.
- Uomini che odiano le donne, traduzione di Carmen Giorgetti Cima, Venezia, Marsilio, 2018, ISBN 978-88-317-4335-8.
- Uomini che odiano le donne, traduzione di Carmen Giorgetti Cima, Milano, Universale Economica Feltrinelli, 2018, ISBN 978-88-07-89068-0.

Traduzioni in altre lingue
- (EN) The Girl with the Dragon Tattoo, Londra, MacLehose Press, 2008, ISBN 978-1-84724-253-2.
- (EN) Men who hate women, Londra, Quercus, 2008, ISBN 978-1-84724-253-2.
- (FR) Les hommes qui n'aimaient pas les femmes, traduzione di Lena Grumbach e Marc de Gouvenain, Parigi, Actes Sud, 2006, ISBN 978-2-7427-6157-9.
- (DE) Verblendung, traduzione di Wibke Kuhn, Heyne, 2006, ISBN 3-453-01181-3.
- (ES) Los hombres que no amaban a las mujeres, traduzione di Martin Lexell e Juan José Ortega Román.

Riduzione a fumetti
- Sylvain Runberg, Jose Homs, Millennium Volume 1: Uomini che odiano le donne, Milano, Rizzoli Lizard, 2013, ISBN 978-88-17-06963-2.
- Sylvain Runberg, Jose Homs, Millennium Volume 1: Uomini che odiano le donne, Reggio Emilia, Editoriale Cosmo, 2013, ISBN 978-88-6911-517-2.

## Riconoscimenti
Il romanzo è stato insignito nel 2006 del Glasnyckeln, un premio riservato ai migliori gialli scandinavi.

## Adattamenti
Nel 2013 viene pubblicata una riduzione a fumetti ad opera dell'autore belga Sylvain Runberg su disegni dello spagnolo Jose Homs, tradotto anche in lingua italiana e pubblicato da Rizzoli Lizard e Editoriale Cosmo.

Dal romanzo sono inoltre stati tratti due film: Uomini che odiano le donne (Män som hatar kvinnor) del 2009, diretto da Niels Arden Oplev e interpretato da Michael Nyqvist e Noomi Rapace, e Millennium - Uomini che odiano le donne (The Girl with the Dragon Tattoo) del 2011, diretto da David Fincher e interpretato da Daniel Craig e Rooney Mara.